# Så du røgen?
|  | Denne artikel er oprettet af botten PalnaBot ud fra en ekstern database. Den kan derfor have sproglige fejl eller mangler. Denne skabelon kan fjernes efter kontrol af indholdet. |

Så du røgen? er en film instrueret af Jens Ravn efter manuskript af Jens Ravn.

## Handling
Dokumentarfilm om energi og miljø. Enhver form for brug af energi belaster vores miljø, men selv alvorlige miljøproblemer mener filmen kan løses